# 田村長秋
田村 長秋（たむら ながあき、生没年不詳）は室町時代中後期の医師。田村安栖軒宗仙の名で知られ、最初に「田村安栖軒」を称した人物である。また千本典薬家の家督相続者でもある。号は安栖軒宗仙。寛政重修諸家譜では通称を長九郎、諱を長秋としている。父は田村吉長（丹波守）。母は今出川季孝の女。子は田村長栄（長九郎、安栖軒）。後北条氏に仕える。

## 生涯
実家の田村氏は坂上広野の曾孫にあたる国当（丹波守）が田村を家号としたことで成立した家で、父の田村吉長は国当の25代目の子孫で丹波国に住していたという。実家は後に丹波赤井氏に滅ぼされたとされる。長秋は幼にして父に先立たれ、京都に移り、外祖父の今出川季孝の下で暮らして医道を学び、家号を田村としたまま、丹波氏一族の千本典薬長昌の家督を継いだという。このためか、子孫の本姓は医者の家系は丹波氏、分家で武家の家系は坂上氏を称している。
後に北条早雲に招かれて相模国小田原城下に下向し、後北条氏に医者として仕えたとされる。子孫は孫の田村長傳（安栖）の代に後北条氏が戦国大名として滅ぶまで仕えた後に徳川家康に仕え、江戸幕府奥医師となる。